# 피디 프라이드
| 피디 프라이드 플로렌스 프라이드 | |
| 콘퍼런스                        | 남부 콘퍼런스 (1997년~2003년) 동부 콘퍼런스 (2003년~2004년) 아메리칸 콘퍼런스 (2004년~2005년)                                 |
| 디비전                          | 사우스이스트 디비전 (1997년~2003년) 서던 디비전 (2003년~2004년) 이스트 디비전 (2004년~2005년)                                 |
| 설립연도                        | 1997년 |
| 해체연도                        | 2005년 |
| 역사                            | 녹스빌 체로키스 (1988년~1997년) 피디 프라이드 (1997년~2003년) 플로렌스 프라이드 (2003년~2004년) 피디 프라이드 (2003년~2005년) |
| 경기장                          | 플로렌스 시빅 센터 |
| 연고지                          | 사우스캐롤라이나주 플로렌스                                                                                                   |
| 상징색                          | 빨강, 검정, 금 |
| 구단주                          | |
| 단장                            | |
| 감독                            | |
| NHL 제휴                        | |
| AHL 제휴                        | |
| 정규시즌 우승                   | 1 (1999) |
| 콘퍼런스 우승                   | |
| 디비전 우승                     | 1 (1999) |
| 켈리 컵                         | |
| 영구 결번                       | |

피디 프라이드/플로렌스 프라이드(Pee Dee Pride/Florence Pride)는 미국 사우스캐롤라이나주 플로렌스를 연고지로 하는 1997년부터 2005년까지 ECHL 소속되었던 아이스 하키팀이다.

## 역대 홈경기장
| 경기장                          | 사용기간      | 수용인원 | 장소                        | 비고 |
| ------------------------------- | ------------- | -------- | --------------------------- | ---- |
| 피디 프라이드/플로렌스 프라이드 |               |          |                             |      |
| 플로렌스 시빅 센터              | 1997년~2008년 | 7,526명  | 사우스캐롤라이나주 플로렌스 | 빈칸 |